# Organización para la Seguridad y la Cooperación en Europa
La Organización para la Seguridad y la Cooperación en Europa (OSCE), pretende ejercer de mediador entre los Estados miembros en tareas relacionadas con la prevención y gestión de conflictos, de modo que estimule un ambiente de confianza encaminado hacia la mejora de la seguridad colectiva. Tiene su origen en la CSCE (Conferencia sobre la Seguridad y la Cooperación en Europa), celebrada en Helsinki en 1975, y está conformada actualmente por 57 Estados: todos los países de Europa (incluidos la Federación Rusa y todos los Estados de la Unión Europea) más los de Asia Central, Mongolia y dos países de América del Norte (Canadá y Estados Unidos). Está reconocida como organismo regional conforme al capítulo VIII de la Carta de las Naciones Unidas. Su sede se encuentra en Viena, Austria.
Durante la Guerra Fría ejerció las funciones de foro de debate multilateral, que incluía a ambos bloques. Sus órganos no eran permanentes, y hasta la desaparición de la Unión Soviética su rol consistió en poner en contacto (mediante conferencias periódicas) a los Estados miembros, por lo que contribuyó a aliviar tensiones en un contexto especialmente complicado, de no-reconocimiento de las instituciones del adversario. Tras la desaparición del bloque soviético, la CSCE se vio obligada a repensar su identidad institucional, y con la Carta de París para una Nueva Europa, sus intereses se juntaron con los de los muchos Estados preocupados por los desafíos en materia de seguridad que el escenario posterior a la Guerra Fría había engendrado. Así, se le dotó de una serie de estructuras permanentes que acabaron por modificar la naturaleza temporal de la CSCE, que en 1994 cambió sus siglas a las actuales OSCE.
La Presidencia en Ejercicio es actualmente para todo el año 2024 por Malta. España ostentó la Presidencia en Ejercicio en 2007.
Sus ámbitos de acción concretos son, entre otros, el control de armamento, el terrorismo, la democratización y la seguridad humana (dentro de la cual la propia OSCE incluye la seguridad energética), un enfoque multidimensional encaminado a hacer frente de manera efectiva a las amenazas transnacionales para la seguridad (delincuencia organizada multinivel, redes de tráfico mundial de armas, drogas y seres humanos, peligros asociados a la explotación descontrolada de los recursos naturales, etc.). Asimismo, también actúa de asesor en tareas de democratización a petición de los países que soliciten su ayuda (organización de elecciones transparentes, labores de observación internacional, etc.).

## Instituciones de la OSCE
Las instituciones de la OSCE son:
- la Cumbre de Jefes de Estado y Gobierno (cuya periodicidad es discrecional);
- el Consejo Ministerial (que reúne una vez al año a los Ministros de Asuntos Exteriores de los Estados participantes en el país que ostente la Presidencia en Ejercicio);
- el Consejo Permanente (que reúne semanalmente a los Embajadores Representantes Permanentes de los Estados participantes en Viena y es el principal órgano decisorio y de consulta política de la OSCE);
- la Asamblea Parlamentaria (integrada por más de 300 parlamentarios de todos los Estados participantes de la OSCE, y cuyo principal período anual de sesiones tiene lugar en el mes de julio);
- el Foro de Cooperación en materia de Seguridad (que se ocupa del control de armamentos y de las medidas destinadas a fomentar la confianza y la seguridad);
- La Presidencia de la OSCE, ejercida anualmente por un país miembro. Actualmente, es ejercida por Edi Rama (2020), albanés. De la cual dependen directamente:
  - el Representante Especial de la Presidencia en Ejercicio para la Lucha contra la Trata de Personas (Tráfico de Seres Humanos);
  - el Representante Personal para el Conflicto relacionado con la Conferencia de Minsk;
  - el Representante para la Libertad de los Medios de Comunicación;
  - el Alto Comisionado para las Minorías Nacionales; y
  - la Oficina para las instituciones democráticas y los derechos humanos (ODIHR), con sede en Varsovia.
- el Secretario General de la OSCE (cargo que actualmente ejerce la diplomática alemana, Helga Schmid (2021)). Del Secretariado dependen las siguientes unidades: Unidad de Acción contra el Terrorismo (UAT); el Centro de Prevención de Conflictos (CPC); Cooperación Exterior; Oficina del Coordinador para las Actividades Económicas y Medioambientales de la OSCE; Unidad para Asuntos Estratégicos de Policía; y una Sección de Formación.

Asimismo, hay que tener en cuenta que los Estados participantes pueden acudir a la Corte de Conciliación y Arbitraje de la OSCE.

## Actividades de la OSCE
La OSCE desarrolla sus actividades y adopta sus decisiones por la regla del consenso. Sus obligaciones y compromisos son de carácter político. Ambos rasgos confieren a esta Organización su carácter específico, al tratarse de la Organización de carácter regional más importante después de las Naciones Unidas. Sus relaciones con las otras organizaciones e instituciones internacionales se desarrollan sobre la base del espíritu de cooperación y coordinación tratando de no duplicar los cometidos respectivos. Las organizaciones con las que la OSCE mantiene relaciones de cooperación son, principalmente, la ONU y sus organismos vinculados, la Unión Europea, la OTAN, la CEI, y el Consejo de Europa.
Por otro lado, dentro de la OSCE se encuadran los 11 países Socios para la Cooperación. 5 Socios Asiáticos, (Afganistán, Australia, Japón, República de Corea y Tailandia), así como los 6 Socios Mediterráneos, (Argelia, Egipto, Israel, Jordania, Marruecos y Túnez).
La OSCE se ocupa de una red de misiones sobre el terreno, repartidas por su espacio geográfico, que tienen como misión facilitar la resolución de los conflictos existentes o pendientes de solución en los que se ven implicados algunos Estados participantes. Las misiones de la OSCE se reparten dentro del Sudeste de Europa (Bosnia y Herzegovina, Croacia, Serbia, Albania y Macedonia del Norte); Europa del Este (Moldavia, Bielorrusia, Ucrania); Cáucaso (Georgia, Azerbaiyán, Armenia); y Asia Central (Kazajistán, Turkmenistán, Kirguistán, Tayikistán, Uzbekistán).
Los debates y las deliberaciones destinadas a la adopción de decisiones tienen por objeto mejorar, crear y hacer un seguimiento del acervo político de la OSCE en sus tres dimensiones: dimensión político-militar; dimensión humana; y dimensión económica y medioambiental. Estas tres dimensiones responden al enfoque amplio que la OSCE otorga a la seguridad, definiéndose como instrumento primario de alerta temprana, prevención de conflictos, gestión de crisis y rehabilitación posconflicto en su zona. Asimismo, los 57 Estados participantes gozan de igual rango sobre la base de un enfoque cooperativo en el desarrollo de sus funciones como organización regional para la seguridad y la cooperación en todo su espacio geográfico.

## Países miembros de la OSCE
Actualmente son 57, todos del hemisferio norte. La OSCE se creó el 25 de junio de 1973 con 35 países, pero no fue hasta el 1 de agosto de 1975 que se firmó el Acta de Helsinki.
La lista de países por año es la siguiente:
- 1973 (35): Alemania Occidental (1973-1990), Alemania Oriental (1973-1990), Austria, Bélgica, Bulgaria, Canadá, Chipre, Checoslovaquia (1973-1992), Dinamarca, España, Estados Unidos, Finlandia, Francia, Grecia, Hungría, Irlanda, Islandia, Italia, Liechtenstein, Luxemburgo, Malta, Mónaco, Noruega, Países Bajos, Polonia, Portugal, Reino Unido, Rumanía, San Marino, Suecia, Suiza, Turquía, URSS (1973-1990), Ciudad del Vaticano,  Yugoslavia (1973-1992).
- 1990 (34): Alemania
- 1991 (35): Albania
- 1992 (52): Armenia, Azerbaiyán, Bielorrusia, Bosnia y Herzegovina, Croacia, Eslovenia, Estonia, Georgia, Kazajistán, Kirguistán, Letonia, Lituania, Moldavia, Rusia, Tayikistán, Turkmenistán, Ucrania y Uzbekistán.
- 1993 (53): Eslovaquia y República Checa
- 1995 (54): República de Macedonia (hoy, Macedonia del Norte)
- 1996 (55): Andorra
- 2000 (55): Serbia y Montenegro (2000-2006)
- 2006 (56): Montenegro y Serbia
- 2012 (57): Mongolia

## La OSCE en la actualidad
En la actualidad, una parte de los esfuerzos del organismo se centra en las «amenazas transnacionales emergentes», esto es, «el terrorismo, la delincuencia organizada, la migración ilegal, la proliferación de las armas de destrucción masiva, las amenazas cibernéticas y el tráfico ilícito de armas pequeñas y armas ligeras y de drogas y la trata de personas», ámbitos que hasta ahora habían permanecido fuera de los modelos tradicionales de seguridad. Destaca asimismo la doble aproximación de la OSCE respecto a estas amenazas de nuevo cuño, con el viejo enfoque «westfaliano» por una parte, que enfatiza las responsabilidades asociadas a la soberanía nacional y a la seguridad propia del Estado y, por otra, la estrategia supranacional que transfiere competencias de seguridad a organismos internacionales.
A lo largo de las últimas décadas, la OTAN ha asumido una parte considerable de las funciones de seguridad regional originariamente encomendadas a la OSCE (con lo cual, se la vacía de competencias, a la vez que se refuerza a una organización militar que no se ocupa de la seguridad de todos los países miembros de la OSCE). Los atentados del 11 de septiembre de 2001 y la posterior «guerra contra el terror» facilitaron un espectacular crecimiento de la OTAN en todo lo relativo a la seguridad (dada su reconfiguración en clave militar y la aplicación de las doctrinas contrainsurgentes en el seno de la sociedad civil), con lo que se invadió el espacio tradicional de acción de la OSCE (de naturaleza civil) y se la vació así de contenido.[cita requerida]
Por otra parte, que la OTAN o la propia UE desarrollen sus programas de seguridad de forma paralela a la OSCE implica, además, que sus roles tienden a superponerse unos a otros, lo que en las condiciones actuales equivale tanto a disminuir gradualmente la importancia de la OSCE (puesto que la UE y la OTAN siguen expandiendo sus estructuras burocráticas mientras la OSCE permanece igual) como a que se genere una competencia jurisdiccional en materia de funciones o programas entre las tres organizaciones, lo cual crea ineficiencias.[cita requerida]
De igual modo, que muchos países sean igualmente miembros de hasta tres organizaciones que en apariencia se ocupan de las mismas tareas puede hacer que los intereses particulares de un grupo se confundan con los colectivos de la institución. La neutralidad de la OSCE, pieza fundamental de su espacio de búsqueda de consenso, deviene cuestionable desde el momento que estos intereses articulan una parte considerable de su actividad cotidiana, e inducen desconfianza en los actores políticos no pertenecientes a las otras instituciones: las acusaciones de Vladímir Putin a determinados miembros de la OSCE que «pretenden convertirla en una herramienta de su política exterior» [cita requerida] y el consecuente obstruccionismo ruso respecto a la organización tienen, por lo tanto, unos efectos contraproducentes en la organización que la hace difícil operar, nada de extrañar debido al aislacionismo de los últimos años de Putin respecto a la órbita europea a favor de China e Irán.
La existencia de organizaciones internacionales como la UE (y su propia agencia de seguridad) o la OTAN, que han asumido un protagonismo cada vez mayor en las doctrinas de seguridad modernas, han restado importancia a la OSCE.[cita requerida] La necesidad de una institución internacional que se ocupe de la seguridad regional civil en un ambiente de confianza entre los países queda impedida por los intereses sectoriales y por la creciente militarización de los programas de seguridad.[cita requerida] La OSCE, que ya ha sufrido diferentes crisis de identidad a lo largo de la historia, precisa repensar su actividad para representar una necesidad que en la actualidad ha sido sistemáticamente marginada.

### Participación de la OSCE en Ucrania (2022-presente)
La invasión rusa de Ucrania en 2022 comenzó el 24 de febrero. El mandato de la OSCE en Ucrania expiró el 31 de marzo de 2022 debido a las objeciones de Rusia. El 24 de abril de 2022, la OSCE protestó por la detención de cuatro miembros del personal en Donetsk y Luhansk, sin especificar quién los había detenido. El 20 de septiembre, dos funcionarios ucranianos de la OSCE fueron condenados a 13 años de prisión por un tribunal de la autodenominada República Popular de Luhansk por "presunta alta traición y espionaje para los Estados Unidos".
En marzo de 2022, 45 Estados participantes promovieron, con el apoyo de Ucrania, la activación del llamado Mecanismo de Moscú para el establecimiento de una misión de expertos independientes sobre las violaciones y abusos cometidos en la guerra de la Federación de Rusia, apoyada por Bielorrusia, contra Ucrania. El informe de la Misión de Expertos fue presentado al Consejo Permanente de la OSCE el 13 de abril de 2022 y documentó patrones claros de violaciones del derecho internacional humanitario por parte de las Fuerzas Armadas rusas en Ucrania. La OSCE/OIDDH continúa monitoreando las violaciones del derecho internacional humanitario y del derecho internacional de los derechos humanos en Ucrania.